# 福本拓元
福本 拓元（ふくもと たくゆき、1975年11月1日 - ）は、日本の実業家。微細藻類ミドリムシ（学名：ユーグレナ）の研究・生産を行うバイオベンチャー企業・株式会社ユーグレナの共同創業者の一人で、同社で取締役やヘルスケア事業担当執行役員などを務めた人物である 。愛媛県新居浜市出身。

## [2]経歴
1975年11月1日、愛媛県新居浜市に生まれる 。新居浜西高等学校を経て、1995年に渡米しセントグレゴリーズ大学（米国オクラホマ州）に入学、1997年にセントラルオクラホマ大学へ編入して経営学などを学んだ。1999年8月に帰国し、家業の健康食品会社である株式会社ハイクロレラ（後に社名変更して株式会社エポラ）に取締役として入社 。同社において営業やマーケティングに携わり、2004年9月には専務取締役に就任した 。ハイクロレラ在職中に微細藻類ミドリムシの可能性に着目し、中国・青島市で開催された国際会議で東京大学農学部出身の出雲充と出会ったことが転機となる 。この出会いをきっかけに、当時東京大学発ベンチャーの起業を目指していた出雲からミドリムシの培養事業への参画を誘われた。

## [4]ユーグレナ創業と起業活動
2005年8月9日、出雲充、鈴木健吾らとともにバイオベンチャー企業「株式会社ユーグレナ」を東京都に設立した 。福本は共同創業者として取締役に就任し、主にマーケティングおよびヘルスケア事業を担当した（のち取締役CMO＝最高マーケティング責任者）。ユーグレナ社設立時にはライブドアや福本の実家の株式会社ハイクロレラ（現エポラ）などから出資を受け、資本金1,000万円で創業している。創業当初、資金面の制約から自社で培養設備を持つことが難しかったため、福本の紹介により石垣島でクロレラ培養施設を運営する八重山殖産株式会社を頼り、その保有施設内の培養池を無償で借り受ける形でミドリムシ培養の実証実験を開始した 。そして2005年12月16日、石垣島にて世界で初めてミドリムシの屋外大量培養に成功し、培養したミドリムシを活用した飲料やサプリメント、化粧品の販売を開始した。
ユーグレナ社は順調に成長し、2012年12月に東京証券取引所マザーズ市場へ株式を上場、2014年12月には東証一部（現在のプライム市場）へ市場変更を果たした。福本は取締役マーケティング部長、取締役ヘルスケア事業本部長など同社の要職を歴任し 、ヘルスケア分野の商品開発・販売戦略を牽引した。具体的には、ミドリムシ食品の潜在市場規模を「300億円」に育て上げることを目標に掲げ 、創業当初は知名度向上のため他社ブランドでのOEM供給から事業を開始し、その後自社通販事業に本格参入する段階的な戦略を採用した 。積極的なマーケティングとブランディング施策によりミドリムシ素材の認知度は徐々に向上し、健康食品・美容食品の売上は急伸した。2018年以降は執行役員ヘルスケア事業担当、2022年には執行役員ユーグレナヘルスケアカンパニー長（に就任 と創業から長きに渡りユーグレナ社のヘルスケア事業成長に貢献した。2024年1月からは株式会社ユーグレナのExecutive Fellow（経営フェロー）に就任し、経営全般に対する助言的立場で同社を支えている 。

## その他の活動
ユーグレナ社での活動に加え、福本は他企業や地域社会での役職も務めている。2019年9月、化粧品・健康食品メーカーであるプレミアアンチエイジング株式会社の社外取締役に就任した（現任）。また2024年9月からは、プロバスケットボールBリーグの愛媛オレンジバイキングス運営会社・株式会社エヒメスポーツエンターテイメントの取締役にも就任。このほか2025年4月に愛媛県新居浜市の営業戦略アドバイザーに就任。これまでの事業経験を活かし健康・美容産業や地域活性化に関する活動をしている 。